# Metro Exodus
Metro Exodus est un jeu vidéo de tir à la première personne post-apocalyptique développé par le studio ukrainien 4A Games et édité par Deep Silver. 
Il obtient une note moyenne de 82% de la part de la presse pour sa version PC sur le site Metacritic. Il fut premièrement annoncé sur PC, PlayStation 4 et Xbox One pour l'automne 2018, puis il a été repoussé au premier trimestre 2019. La date de sortie du jeu a ensuite été annoncée pour le 22 février 2019 avant d'être finalement fixée au 15 février 2019.
Metro Exodus est le troisième jeu de la série Metro dont l'histoire fait suite au roman de Dmitri Gloukhovski, Métro 2035. Il gagne le prix du meilleur jeu étranger lors de la cérémonie des Pégases le 9 mars 2020.

## Trame

### Univers
Comme dans les autres jeux de la série, l'univers se passe dans un monde ravagé par une guerre nucléaire ayant eu lieu vingt-trois années auparavant et où les seuls survivants connus se sont réfugiés dans le métro moscovite. Les radiations sont toujours mortelles à certains endroits et des créatures mutantes hostiles sont présentes à cause de ces radiations. En plus de l'hostilité de ces dernières, les habitants du métro mènent une guerre de ressource ou idéologique. Cependant, dans cet opus, le héros accompagné de compagnons quittera le métro pour se rendre à l’extérieur. Il rencontrera alors différents types d'endroits tels que des lieux enneigés, un désert aride et une forêt où la nature a repris ses droits.

### Histoire
L'action se déroule en 2035, peu après les événements de Métro 2035, Artyom et d'autres membres de l'Ordre quittent les tunnels de Moscou pour la Russie post-apocalyptique en quête d'une nouvelle vie à l’extérieur tandis que des milliers de personnes continuent de survivre dans les souterrains de la capitale russe. D'après la carte qu'on peut apercevoir dans l'extrait de jeu, l'action devrait se dérouler, plus tard, près de la Volga à l'ouest de l'Oural. Le voyage se fera à bord de l'Aurora, une locomotive où réside le groupe de Rangers appartenant à l'Ordre de Sparte,.

### Personnages
Le joueur incarne Artyom (protagoniste principal de Metro 2033 et Metro: Last Light). Ce dernier est accompagné par un groupe de Rangers de l'Ordre de Sparte. Il est également accompagné tout au long de son périple par sa femme, Anna.

## Système de jeu
Metro Exodus garde le même système de jeu que Metro 2033 et Metro: Last Light, c'est-à-dire que le jeu mêle le tir à la première personne au survival-horror et la gestion de l'équipement (munitions, masque à gaz, etc.). Les développeurs ont voulu ajouter un côté non linéaire au jeu, désormais dans certains niveaux, le joueur sera libre d'explorer et d'interagir avec les éléments. Il y a aussi la présence d'un cycle jour-nuit, d'un système météorologique dynamique et de saisons selon l'avancement de l'histoire. De plus, un système d'amélioration de l'équipement est aussi disponible. Les choix altèrent l'expérience du joueur notamment sur ses compagnons de routes, il peut également voir ces derniers changer au fil du temps ainsi qu'interagir et voir l'état du groupe,.
Les développeurs ont voulu mélanger le système de la série Metro et celui de STALKER: Shadow of Chernobyl, beaucoup de ces développeurs ayant anciennement travaillé sur ces jeux.

## Développement
Le développement de Metro Exodus commence en 2014, dans les studios de 4A Games à Malte et à Kiev. L'auteur des romans de la série Metro, Dimitri Gloukhovski, a par ailleurs activement collaboré avec l'équipe de développement 4A Games.
Le jeu tourne grâce au moteur 4A Engine, conçu par le studio. Depuis la création de ce moteur, celui-ci a depuis reçu de multiples modifications par le studio permettant d'améliorer le rendu visuel des différents jeux au cours de leur développement.
Le jeu a été annoncé lors de la conférence de Microsoft pendant le salon de jeux vidéos de l'E3 2017 à travers un extrait du jeu.
En janvier 2019, la plateforme de téléchargement Epic Games Store annonce que le jeu sera disponible en exclusivité sur ce support, préféré par l'éditeur Deep Silver à la plateforme concurrente Steam.
Le 28 janvier 2019, Deep Silver annonce que le jeu sera exclusif à la Boutique Epic Games,, pendant 1 an sur PC, retirant ainsi la possibilité de précommander le jeu sur la plateforme Steam. Cependant, Deep Silver a déclaré que toutes les précommandes ayant été passées depuis la plateforme Steam seront bel et bien honorées pour les joueurs PC. Initialement, les précommandes avaient été ouvertes depuis août 2018.

Finalement, en juin 2019, le jeu est annoncé sur le Xbox Game Pass pour Xbox One et PC, rendant le jeu téléchargeable sur une autre plateforme que la Boutique Epic Games, mettant fin à l'exclusivité temporaire.

## Accueil
En 2020, il remporte le Pégase du Meilleur jeu vidéo étranger. 
En mai 2023, les ventes du jeu s'élèvent à 8,5 millions d'exemplaires, ce qui en fait l'opus le plus vendu de la trilogie Metro .

## Suite
4A Games confirme le 25 novembre 2020 que le prochain jeu de la série est en cours de développement.